# François Decker (historicus)
François Decker (Audun-le-Tiche, 14 oktober 1918 – Niederfeulen, 5 oktober 2019) was een onderwijzer in het Groothertogdom Luxemburg en lokaal historicus. 
Voor historisch onderzoekswerk deed hij beroep op het staatsarchief van het Land Rheinland-Pfalz. Hij schreef in het tijdschrift Amis du Châteu de Bourscheid en in andere lokale geschriften over het verleden van Luxemburgse dorpen. Zijn aandacht ging naar het dagelijks leven ten tijde van het Woudendepartement van Frankrijk, waartoe Luxemburg behoorde begin 19e eeuw. Zijn bekendste werk is Lettres de soldats luxembourgeois au service de la France 1798-1814. Dit is gepubliceerd in 1971 in Luxemburg-stad. Hierin beschreef hij aan de hand van brieven van Luxemburgse soldaten in het Napoleontische leger, het dagelijks leven aan het front.